# Isiah Thomas
Isiah Lord Thomas III (ur. 30 kwietnia 1961 w Chicago) – amerykański koszykarz występujący na pozycji rozgrywającego, dwukrotny mistrz NBA. Po zakończeniu kariery zawodniczej pracował jako trener koszykarski, działacz klubowy, komentator sportowy.

## Życiorys
W 1979 wystąpił w meczu gwiazd amerykańskich szkół średnich – McDonald’s All-American.
Isiah Thomas ukończył college Indiana. W 1981 został wybrany w drafcie NBA z numerem drugim przez Detroit Pistons. Spędził w tym zespole całą swoją późniejszą karierę. Thomas w swoim debiutancim sezonie został wybrany do pierwszej piątki pierwszoroczniaków oraz wystąpił w Meczu Gwiazd NBA. W meczach gwiazd NBA grał zresztą nieprzerwanie do 1993 roku (12 występów), a w spotkaniach w 1984 oraz 1986 został mianowany MVP.
Thomas będąc niekwestionowanym liderem drużyny zdobył mistrzostwo NBA w latach 1989 oraz 1990. W 1990 został także wybrany MVP finałów NBA. W 1994 zakończył karierę koszykarza. Podczas kariery w NBA Isiah Thomas rozegrał łącznie 979 meczów (w tym 971 w wyjściowej piątce) zdobywając 18 822 punktów (średnio 19,2 na mecz), 9061 asyst (średnio 9,3 na mecz – 4 miejsce na liście wszech czasów) oraz 3478 zbiórek (średnio 3,6 na mecz). Pięciokrotnie wybierano go do najlepszych piątek ligi – trzykrotnie do pierwszej i dwukrotnie do drugiej. W 1996 został członkiem NBA’s 50th Anniversary All-Time Team. W 2000 natomiast dołączył do Naismith Memorial Basketball Hall of Fame.
Po zakończeniu kariery najpierw był współwłaścicielem zespołu Toronto Raptors, potem komentatorem NBC, następnie został właścicielem ligi CBA, która zbankrutowała w 2000. W latach 2000–2003 był trenerem zespołu Indiana Pacers. W latach 2006–2008 prowadził New York Knicks, będąc jednocześnie menedżerem i trenerem. Niestety, właściwie wszystkie jego działania po zakończeniu kariery zawodniczej kończyły się niepowodzeniami. Zwłaszcza praca z Knicks była nieustannie krytykowana przez dziennikarzy i środowisko koszykarskie.
Jest jednym z ponad 40 zawodników w historii, którzy zdobyli zarówno mistrzostwo NCAA, jak i NBA w trakcie swojej kariery sportowej.

## Kontrowersje
W czasie Meczu Gwiazd w 1985 r. Isiah Thomas liderował drużynie Wschodu, w której zadebiutowała nowa gwiazda ligi Michael Jordan. Thomas został później oskarżony, iż był prowodyrem działań mających zdyskredytować umiejętności Jordana, głównie poprzez niepodawanie mu piłek – Jordan zdobył wtedy wyjątkowo mało – 7 punktów, mimo iż na boisku przebywał przez 22 minuty. Sam Jordan nigdy nie potwierdził ani nie zaprzeczył tym informacjom.
Prowadzeni przez Thomasa Pistons spotykali się z Bulls Michaela Jordana regularnie w play-offach w latach 1988–1991. Każdorazowo mecze były bardzo zacięte, obfitujące w potyczki słowne i fizyczne. Pierwsze trzy konfrontacja skończyły się zwycięstwami Detroit, ale w ostatnim pojedynku Chicago wzięło srogi rewanż, wygrywając serię 4-0. Upokorzony Thomas i kilku innych zawodników drużyny wyszło z hali na 8 sekund przed końcem ostatniego meczu, nie podając rąk zwycięzcom.
Thomas nie został też ostatecznie wybrany do pierwszego Dream Teamu, w 1992 r., ponoć ze względu na niechęć Jordana do występowania z nim w jednym zespole, będącą konsekwencją wcześniejszych zatargów między koszykarzami. Thomas wypowiadał się również, że miejsce w składzie zostało mu „skradzione” przez Johna Stocktona, a swoją wyższość nad Stocktonem udowodni na boisku. Podczas najbliższego spotkania drużyn Pistons i Utah Jazz skrzydłowy Jazz, Karl Malone, uderzył Thomasa łokciem w głowę tak, że ten musiał mieć założone 40 szwów. Malone został ukarany grzywną i zwieszeniem za ten incydent.
W Meczu Gwiazd w 2003 r., Thomas był trenerem drużyny Wschodu, w której swój pożegnalny mecz rozgrywał Michael Jordan. Thomas został skrytykowany za nadmierne eksploatowanie Jordana w meczu, mające jakoby być kontynuacją poczynań z 1985 r. i rewanżem za nieobecność w Dream Teamie.

## Osiągnięcia

### NCAA
- Mistrz:
  - NCAA (1981)[3]
  - sezonu regularnego konferencji Big Ten (1980, 1981)
- Uczestnik rozgrywek Sweet Sixteen turnieju NCAA (1980, 1981)
- NCAA Final Four Tournament Most Outstanding Player (1981)[4]
- Wybrany do:
  - I składu:
    - All-American (1981)[5]
    - turnieju NCAA (1981)[6]

  - Akademickiej Galerii Sław Koszykówki (2006)[7]

### NBA
- dwukrotny mistrz NBA (1989, 1990)[8]
- Wicemistrz NBA (1988)[8]
- dwukrotny MVP meczu gwiazd NBA (1984, 1986)[9]
- dwunastokrotny uczestnik meczu gwiazd NBA (1982–1991[a], 1992, 1993)[11]
- Wybrany do:
  - I składu:
    - NBA (1984–1986)[12]
    - debiutantów NBA (1982)[13]

  - II składu NBA (1983, 1987)[12]
  - grona 50 najlepszych zawodników w historii NBA (NBA’s 50th Anniversary All-Time Team – 1996)[14]
  - składu najlepszych zawodników w historii NBA, wybranego z okazji obchodów 75-lecia istnienia ligi (2021)[15]
  - Koszykarskiej Galerii Sław (Naismith Memorial Basketball Hall Of Fame – 1999)[16]
- Zdobywca nagrody J. Walter Kennedy Citizenship Award (1987)[17]
- Lider:
  - NBA w asystach (1985)[18]
  - wszech czasów klubu Pistons w zdobytych punktach (18822), asystach (9061), przechwytach (1861), celnych (7194) i oddanych (15904) rzutach z gry, celnych (4036) i oddanych (5316) rzutach wolnych, stratach (3682), rozegranych minutach (35516)[19]
- 6-krotny zawodnik tygodnia NBA (19.12.1982, 1.01.1984, 1.04.1984, 6.01.1985, 11.01.1987, 12.03.1989)[20]
- Klub Detroit Pistons zastrzegł należący do niego w numer 11[21]

### Reprezentacja
- Mistrz igrzysk panamerykańskich (1979)[22]
- członek kadry olimpijskiej na igrzyska w Moskwie (1980), które zostały zbojkotowane przez USA. Zespół wziął wtedy udział w trasie pokazowej „Gold Medal Series”, występując przeciw składom NBA All-Star oraz drużynie olimpijskiej z 1976 roku[23].
- członek kadry na mistrzostwa świata w 1994 roku, nie wystąpił w nich z powodu kontuzji[24].
- Atleta Roku – USA Basketball Male Athlete of the Year (1980)[25]

### Trenerskie
- Wybrany na trenera Wschodu podczas NBA All-Star Game 2003[26]